# El Cometa (Tabasco)
El Cometa es una localidad del municipio de Nacajuca ubicado en la subregión centro del estado mexicano de Tabasco.

## Geografía
La localidad de El Cometa se sitúa en las coordenadas geográficas 18°12′07″N 92°57′13″O / 18.201944, -92.953611, a una elevación de 1 metro sobre el nivel del mar.

## Demografía
Según el Conteo de Población y Vivienda 2020, efectuado por el Instituto Nacional de Estadística y Geografía, la localidad de El Cometa tiene 75 habitantes, de los cuales 42 son del sexo masculino y 33 del sexo femenino. Su tasa de fecundidad es de 3.19 hijos por mujer y tiene 17 viviendas particulares habitadas.
| Gráfica de evolución demográfica de El Cometa entre 1940 y 2020 |
|                                                                 |
| INEGI.                                                          |